# Bad Reuthe

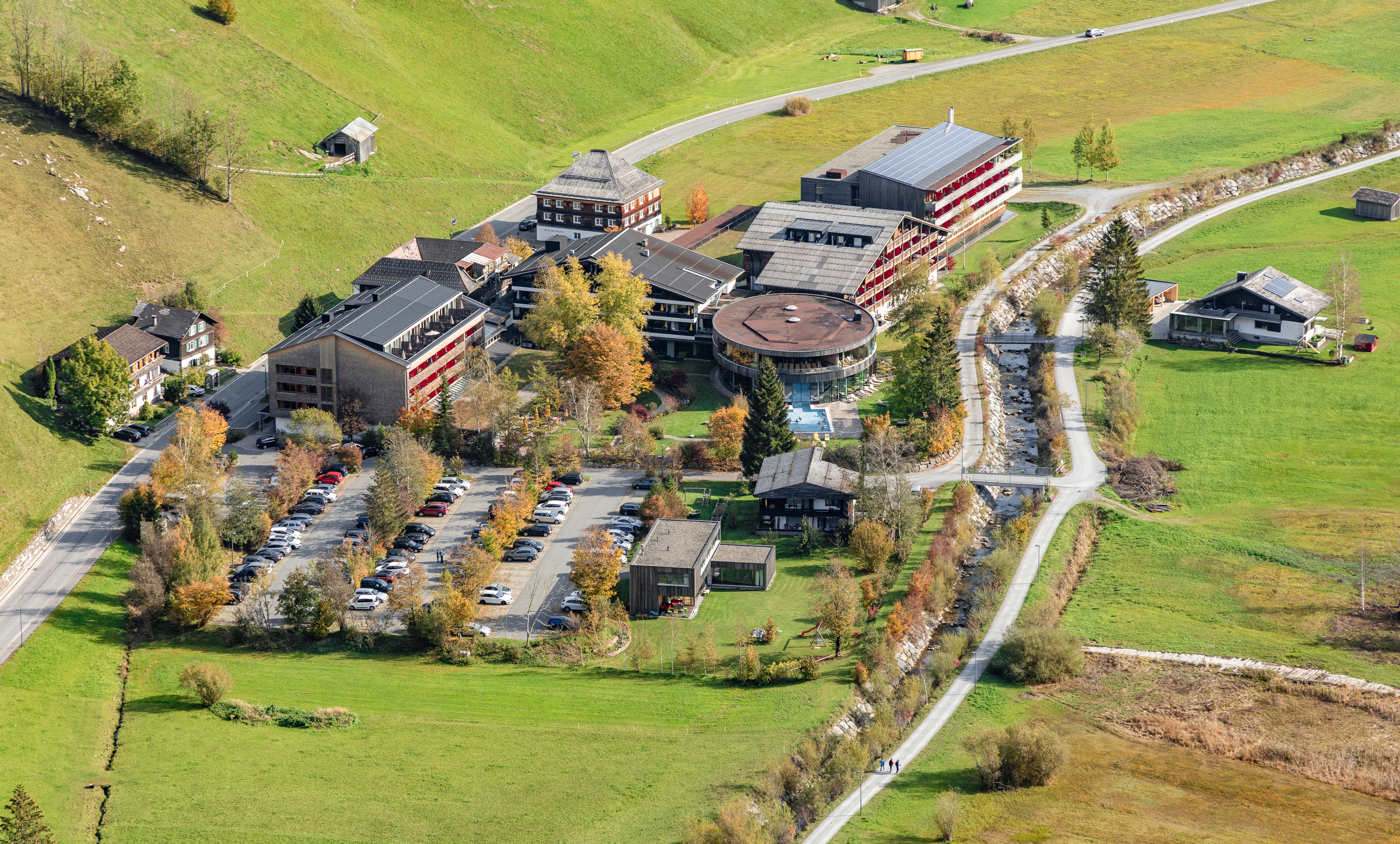
Luftaufnahme

Bad Reuthe (650 m ü. A.) war ursprünglich ein Heilbad und Gasthaus und ist heute ein Hotel für Gesundheit und Wellness in Reuthe in Vorarlberg (Österreich).

## Geschichte
Die Heilquelle von Bad Reuthe (früher auch „Bad Reiti“) wurde ab dem 18. Jahrhundert intensiv genutzt, und dieses Heilbad entwickelte sich zu einem der wichtigsten in Vorarlberg. 1822 erfolgte eine völlige Umgestaltung von Bad Reuthe und begann die wirtschaftliche Blüte dieses Heilbades. Ein Sohn des Schriftstellers  Franz Michael Felder, Hermann Felder, erwarb Bad Reuthe 1896 von Franz Willam, verkaufte es aber kurz danach wieder an Franz Xaver Feuerstein. Er war in Bad Reuthe dennoch weiterhin als Kurarzt tätig. 1911 kaufte er, nachdem das Bad in Konkurs gegangen war, dieses nochmals kurzfristig mit einem Kollegen, es wurde aber innerhalb Jahresfrist an die Familie Moosbrugger verkauft. In weiterer Folge wurde das Bad 1924 an Oswald Kaufmann, 1927 an Peter Viertler und 1938 an Maria Katharina Dreher verkauft. 1959 wurde das Bad durch die Familie Dreher-Frick in eine moderne Kuranstalt ausgebaut und fortlaufend erweitert.

## Badebetrieb und Heilquelle
Bei der akratischen Heilquelle handelt es sich um eine kalte Eisenquelle (sog. Stahlbad) mit etwa 1,5 l/s Schüttung und 12,3 °C Wassertemperatur, ähnlich dem Stahlbad Andelsbuch bzw. Bad Diezlings in Hörbranz. Im Jahr 1871 besuchten das Bad 38 inländische und 208 ausländische Badegäste.
Der Torf für die Moorbadanwendungen wird etwa 150 m vom Heilbad entfernt gewonnen. Auch hier findet sich eisenhaltiges Wasser.

## Geographie / Topographie
Der Bad Reuthe liegt in einer leichten Senke (sog. Moos) etwa 500 m Luftlinie vom Dorfzentrum von Reuthe entfernt nahe der Grenze zur Gemeinde Bizau. Von Bezau ist Bad Reuthe etwa 1,5 km Luftlinie entfernt.

## Bekannte Besucher
Der Schriftsteller und Jurist Ludwig Steub (1812–1888) war in den 1840er Jahren in Bad Reuthe. Ebenfalls im 19. Jahrhundert wurden als Anwender der Heilbäder Karl Ludwig von Österreich,  Maximilian II. Joseph von Bayern, Friedrich Bodenstedt, Rudolf Hildebrand, Franz Kobell, Ludwig Uhland oder Eduard Taaffe angetroffen.